# 名誉委員長
名誉委員長（めいよいいんちょう）とは、委員会と称する国際機関、国家の行政機関、学術機関、スポーツ連盟、その他の団体において設置される栄誉職または称号。名誉役員の職名の一つ。類似の名称に名誉副委員長、名誉委員がある（名誉副委員長については本項で解説）。

## 名誉委員長

### 国際民間団体における名誉委員長
国際機関でも名誉委員長の任命例がみられる。日本の元環境庁長官鯨岡兵輔が1987年、野生動植物国際取引調査記録特別委員会名誉委員長として、当時の通商産業大臣田村元、環境庁長官稲葉修に対し、野生動植物の保護に関する国内法の整備を求めたのはその例である。

### 国際会議等における名誉委員長
名誉委員長の職はシンポジウムの主催者で構成される運営委員会や財団法人日本オリンピック委員会などスポーツ連盟などにみられる。近年では1998年に元内閣総理大臣の宮澤喜一が21世紀の日米関係を民間ベースで考える日米21世紀委員会の名誉委員長に就任した例がある。

### 政党における名誉委員長
政党における名誉委員長任命例としては、1991年、社会党委員長選挙に立候補した田邊誠が前委員長の土井たか子の処遇策として名誉委員長に推す声明を出したことが知られる。なお、土井は社会党が社会民主党に改称した後、村山富市とともに名誉党首として処遇されている。

### 政府機関および政府外郭団体における名誉委員長
イタリアでも、政府の外郭団体に名誉委員長が置かれている。同国政府の諮問機関 大災害予知・防災委員会では、2009年にイタリア北部で発生したラクイラ地震を正確に予知できなかったとして、予知に失敗した7人の地震学者に実刑判決が出たことに抗議し、名誉委員長ジョゼッペ・ガンベルレッディ、委員長ルチアノ・マイアニら23名の委員が「このような状況下では、委員会は冷静かつ効率的に責務を果たし、国に高水準の助言を提供することはできない」との声明を出し、辞意を表明した例がある。
アメリカ合衆国では政府機関の外郭団体の名誉職として名誉委員長を置く例がある。元駐日アメリカ合衆国大使でジミー・カーター政権で副大統領を務めたウォルター・モンデールの妻ジョーン・モンデールはカーター政権時、連邦美術人文科学評議会の名誉委員長を務めていた。

### 式典・祭典等における名誉委員長
日本の地方公共団体では式典・祭典その他等の催事に際して、都道府県知事ないし市町村長が名誉委員長を務める例がある。例えば、2014年9月27日から30日までの間、長野県伊那市で開催された日本ジオパーク南アルプス大会では、長野県知事の阿部守一が名誉委員長を務めている。
また、映画祭などでは映画監督や俳優が祭事の名誉委員長を務めることが多い。近年、沈滞している日本映画を激励しようと岐阜県中津川市で2002年から開催されている、「中津川シネマジャンボリー」では生前、映画監督の新藤兼人が毎年、名誉委員長を務めていた。また、2013年11月15日から25日にかけて、大阪市の阪急うめだホールやエルセラーンホールで開催された、「大阪ヨーロッパ映画祭」ではイタリアの著名な女優、クラウディア・カルディナーレを名誉委員長に迎え、当時まだ日本国内では公開されていなかったヨーロッパ映画の新作11本を上映している。その他、地域振興などで芸能人ら著名人が名誉委員長に起用されることもある。2016年6月28日には神奈川県が若者に海の魅力を伝えるイベント「ENJOY 海 KANAGAWA」を開催することを発表し、名誉委員長に歌手で俳優の加山雄三が起用されたことはその一例である。

## 名誉副委員長

### 朝鮮民主主義人民共和国最高人民会議常任委員会における名誉副委員長
朝鮮民主主義人民共和国（北朝鮮）では最高人民会議常任委員会から一線を退いた高級幹部を処遇する地位として名誉副委員長の職が定められており、就任者の中には要職経験者が多い事もさることながら、主席金日成とともに北朝鮮の建国に関わった「革命第一世代」の功労者に多く見られる。
在職した人物の中で代表的なのは金日成主席の実弟・金英柱であり、甥の金正日と熾烈な後継争いをしたことでも知られるが、結果的に権力こそ失うも、失脚後も政界を生き延びた。1993年に国家副主席、同職廃止後の1998年から最高人民会議常任委員会名誉副委員長となり、2003年、2009年、2014年にも再任している。他にも党中央委員会軍事委員や人民武力省次官、最高人民会議代議員を歴任した全文燮、1976年に政務院総理（首相）、77年から84年まで国家副主席を歴任した朴成哲、77年に政務院総理、84年に国家副主席となった李鐘玉、2010年から内閣総理（首相）を務め、2013年に退任した崔永林が同職に就任している。

### 文献資料
- 新村出編『広辞苑 第六版』（岩波書店、2011年）ISBN 400080121X
- 松村明編『大辞林 第三版』（三省堂、2006年）ISBN 4385139059

### 報道資料
- 『朝日新聞』1987年1月28日朝刊
- 『朝日新聞』1991年7月16日朝刊政治千葉版
- 『朝日新聞』1998年4月2日朝刊京都版
- 『朝日新聞』2016年4月17日朝刊
- 『毎日新聞』1999年1月1日東京朝刊
- 『毎日新聞』2013年9月27日大阪夕刊
- 『毎日新聞』2014年2月4日東京夕刊
- 『毎日新聞』2014年9月30日地方版/長野
- 『読売新聞』1999年9月24日東京朝刊
- 『読売新聞』2006年2月11日東京朝刊
- 『読売新聞』2008年10月30日東京朝刊
- 『読売新聞』2012年10月24日東京夕刊
- 『読売新聞』2016年6月29日東京朝刊神奈2版

### インターネット資料
- 三村光弘編『北東アジア動向分析 (PDF) 』(環日本海経済研究所、2013年5月号)
- 三村光弘編『ERINA REPORT No.112 (PDF) 』(環日本海経済研究所、2013年7月号)